# Jardines de Juchique
Jardines de Juchique är en ort i Mexiko.   Den ligger i kommunen Juchique de Ferrer och delstaten Veracruz, i den sydöstra delen av landet, 260 km öster om huvudstaden Mexico City. Jardines de Juchique ligger 389 meter över havet och antalet invånare är 195.
Terrängen runt Jardines de Juchique är kuperad åt nordost, men åt sydväst är den bergig. Runt Jardines de Juchique är det ganska tätbefolkat, med 75 invånare per kvadratkilometer. Närmaste större samhälle är Misantla, 18,1 km nordväst om Jardines de Juchique. I omgivningarna runt Jardines de Juchique växer i huvudsak städsegrön lövskog.